# 小行星2334
小行星2334（2334 Cuffey）是一颗绕太阳运转的小行星，为主小行星带小行星。该小行星于1962年4月27日发现。
該小行星以美國天文學家詹姆斯·卡菲命名。

## 轨道参数
小行星2334的轨道半长轴为2.2687167 UA，离心率为0.075。